# پساب

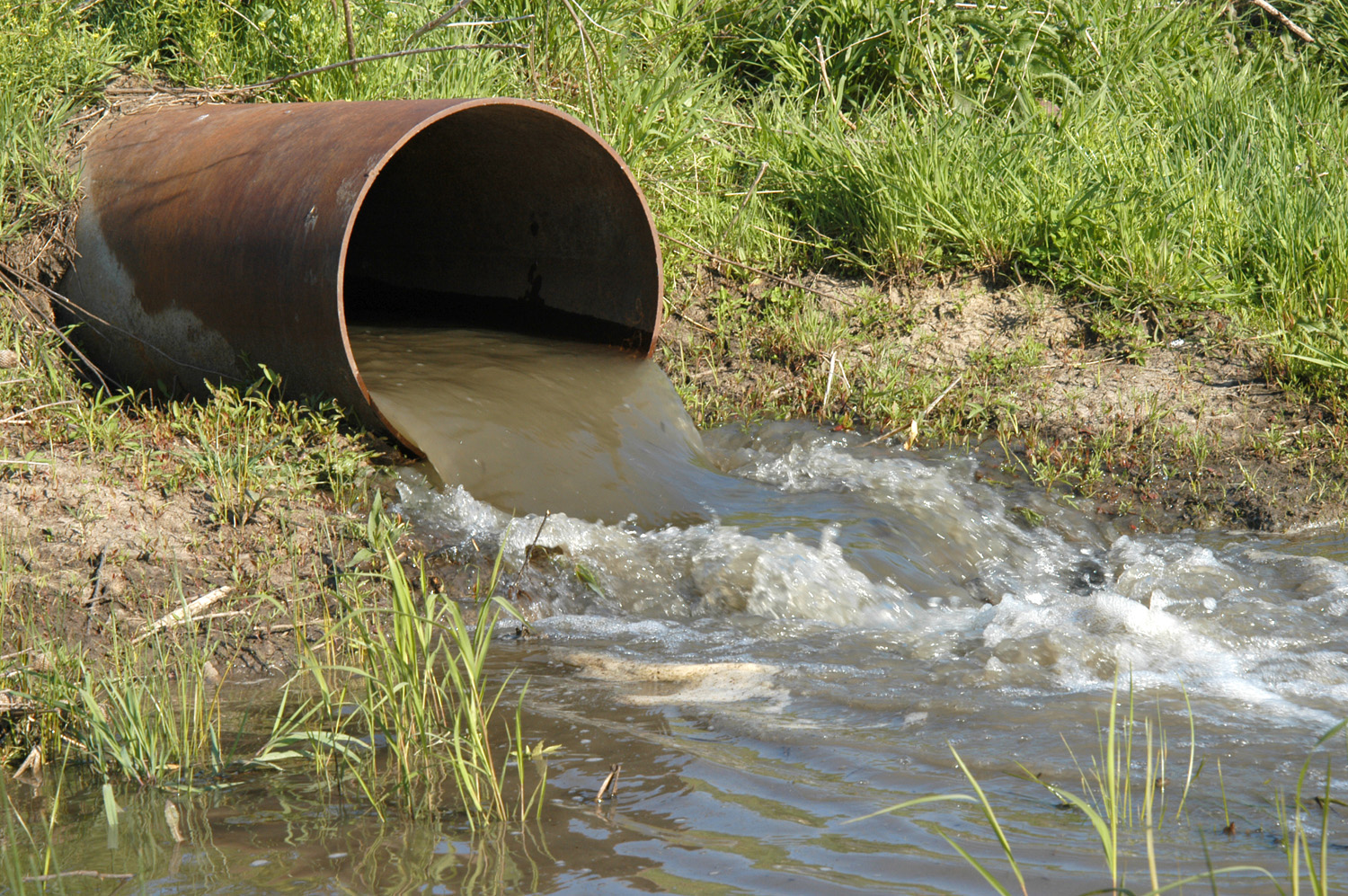
فاضلاب از آنجایی که به آب‌های سطحی رها می‌شود، پساب به‌شمار می‌رود.

پساب (به انگلیسی: Effluent) فاضلاب حاصل از خروجی‌های صنعتی است که مستقیماً بدون تصفیه یا پس از تصفیه در یک تأسیسات به آب‌های سطحی می‌ریزد. معنای این اصطلاح در زمینه‌های خاص کمی تفاوت دارد و بستگی به منبع آن ممکن است دارای آلاینده‌های گوناگونی باشد. تصفیه کارآمد فاضلاب چالش‌برانگیز است، اما فناوری بهبودیافته امکان حذف بیشتر مواد خاص، افزایش آب بازیافتی و تولید انرژی از زباله را فراهم می‌کند.